# GKrellM

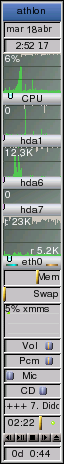
GKrellM

GKrellM（GNU Krell Monitors、ジー・クレル・エム）は、GTK+ツールキットをベースとしたコンピュータプログラム。GNU General Public Licenseの自由ソフトウェアである。縦方向に複数のシステムモニタが連なっており、CPU、メインメモリ、ハードディスクドライブ、NIC、ローカルやリモートのメールボックス、その他諸々の状況を監視する事が出来るタスクマネージャーである。プラグインを使用すれば、XMMSやSETI@homeのクライアントなどもウィンドウ内に追加する事が可能である。GKrellMはGNU/Linuxや*BSDシステムのユーザの間では一般的な存在となっている。多くのテーマ（外観、スキン）があり、RAMの総使用量は少ない。しかし、gDeskletsのような同種のプログラムほどの拡張性は無い。